# 한한국
한한국(韓韓國)은 대한민국의 작가이다. UN본부 창설이후 처음으로 UN본부 22개 회원국 대표부에 세계최초ㆍ최다 영구 전시ㆍ소장 되어 있는 ‘세계평화지도’(World Peace Map)창시작가다. 현재 연변대학교 예술대학 석좌교수이자, 유엔 (UN)경제사회이사회 국제녹색휴머니티기구 '평화환경대사' 지구살리기 '환경친선대사' 겸 평화운동가, 조형물 작가, 작곡가이고, 세계 유일한 세계평화작가로 국제적인 주목을 받고 있다.

## 작품
한한국 세계평화작가는 지구촌의 평화와 한반도의 평화통일을 기원하고자, 지구상 유일한 분단국가인 한국에서 1993년부터 30년에 걸쳐 10,000여일 동안 (슬좌작업)무릎을 꿇고, 한글서예·미술·지도·측량을 융합 디자인하여 여섯 종의 한글서체를 개발했다.
수 백 만자의 1cm 붓글씨 한자 한자를 지도에 채우는 정교한 기법 이외에, 인주(印朱)에 수만 번 손도장을 찍는 손도장 기법으로, 세계 각 국가의 문화와 역사적인 내용 등을 담아 세계 40개국의 ‘세계평화지도World Peace Map' 작품 등을 새롭게 창작하여 세계 최고 기록 인증을 받았다.
2002년도에는 프랑스와뎃스쿠엣 주한프랑스대사로부터 ‘한국의 리갈’ 이라는 별칭을 받을 정도로 일찍이 한 작가의 세계평화지도 예술작품들은 프랑스에서부터 인정받기 시작했다.
한한국 작가의 한글로 그린 프랑스평화지도 작품은 피카소 작품과 리갈작품 등과 함께 주한프랑스대사관 공관에서 전시해 오다가 정성과 염원이 담긴 '문자로 그린 최초의 프랑스지도' 작품으로 뛰어난 예술성과 국가성, 가치성을 인정받아 현재 프랑스 정부로 이관해서 영구 소장 중에 있다.
한한국 작가는 미국 역사상 최초의 기록으로 남을 정도로 세계평화와 한반도의 평화통일을 염원하기 위해 가장 크고, 가장 많은 (한글)문자지도를 뉴욕 맨허튼에서 전시한 작가로 유명하다.
이런 가운데 한 작가는 2008년 뉴욕 맨허튼 위치한 뉴욕한국문화원공모전에 당선되어 백남준 작가(추모 2주기) 다음으로 한 달간 뉴욕한국문화원에서 단독으로 개인전을 개최한 작가로 미국 뉴욕 맨허튼에서부터 명성을 알렸다. 
또한, 뉴욕한국문화원 설립이래 처음으로 대통령부인 김윤옥 여사(유인촌 문화체육관광부 장관 동행 방문)가 뉴욕한국문화원을 최초로 방문하여 '2008한한국뉴욕평화특별전'을 참석해 관람할 정도로 한한국 작가에 대한 큰 관심과 뉴욕에서 한국의 위상을 높혔다는 평가를 받았다. 2009년에는 중국북경한국문화원초청작가로 단독 초대展을 비롯해 G20서울정상회의국회특별전과 G20서울국회의장회의국회특별전(공모전 당선) 등 국제행사 초대작가로 유명하다.
2013년 문화체육관광부가 주최한 567돌 한글날 공휴일 재지정 기념 공모선정 최우수 작가로 선정돼 세계평화지도 작품들이 광화문 광장에 120M 최장 길이로 전시 되었고, 희망대한민국지도는 지도가 광화문KT 건물에 걸게그림으로 설치ㆍ전시되는 최초의 한국기록를 남겼다.
2008년 주유엔한국대표부를 통해 지구상 유일한 분단국가 대한민국의 평화를 염원하는 작품의 가치를 인정받아 UN본부 22개국 대표부 미국, 영국, 중국, 러시아, 독일, 스위스, 일본, 노르웨이, 이탈리아, 캐나다, 멕시코, 베네수엘라, 브라질, 스웨덴, 아르헨티나, 오스트레일리아, 오스트리아, 이스라엘, 몽골, 폴란드, 핀란드, 대한민국 대표부에 기증하여 영구 전시소장중에 있으며, 남북분단이후 최초로 한반도평화지도(우리는 하나) 대작이 북한 국제친선전람관에 영구소장 전시돼 ‘세계최고기록인증서’를 받아 현재 세계평화작가로 국제적인 주목을 받고 있다.
이런 다양한 공적인 활동을 국내외 펼친 점을 인정받아 통일부 장관 표창, 대한민국을 빛낸 인물 예술대상, 제4회 경기도를 빛낸 자랑스런운 도민賞, 국제평화언론대상, 김포시 문화상(예술) 등 90여 차례 수상했다.

## 경력
2022. UN세계평화위원회한국협회 "세계홍보대사"
2022. 지구살리기 ECO월드페스티벌 "환경친선대사"
2021. 유엔 (UN)경제사회이사회 국제녹색휴머니티기구 "평화환경대사" 
| 연 월 일 | 경 력 사 항                                                 |
| 2013     | 문화체육관광부 공모당선 최우수작가(567돌 한글날)            |
| 2013     | 세계최고기록인증 작가                                       |
| 2008     | 유엔 22개국(세계평화지도) 전시∙소장작가                     |
| 2008     | 남북최초, 북한국제친선전람관 전시∙소장작가                  |
| 2011     | 세계평화작가 1호                                            |
| 2008     | 뉴욕한국문화원 공모선정 단독 초대작가                       |
| 2009     | 중국베이징한국문화원 공모선정 단독 초대작가                 |
| 2011     | G20서울국회의장회의 기념 초대작가                           |
| 2007     | 세계평화사랑연맹 이사장                                     |
| 2008     | 한국갤러리 대표                                             |
| 2015     | 중국 연변대학(예술대학) 석좌교수                            |
| 2013     | 조선대학교 정책대학원 초빙교수 (역임)                       |
| 2017     | (사)한국기록진흥원 원장 (역임)                              |
| 2013     | 민주평화통일자문회의(문화예술체육분과위원회) 상임위원(역임) |
| 2012     | 대한민국 나눔 홍보대사                                      |
| 2009     | 김포시 홍보대사                                             |
| 2020     | 화순군 홍보대사                                             |
| 2017     | 한글명예대사                                                |
| 2019     | 대한민국한식 홍보대사                                       |

## 국내외 주요 작품 소장처
| 2008~ 2009 | 유엔본부, 22개국가 대표부 |
| 2002       | 대한민국 국회(헌정기념관) |
| 2008       | 문화체육관광부 장관실     |
| 2008       | 북한 국제친선전람관       |
| 2008       | 뉴욕한국문화원            |
| 2002       | 주한프랑스 정부           |
| 2003       | 경기도청사                |
| 2003       | 강원도청사                |
| 2003       | 경상북도청사              |
| 2008       | 전라남도청사              |
| 2003       | 제주특별자치도청사        |
| 2004       | 현대그룹(안국동 사옥)     |
| 2003       | 대한적십자사 남산사옥     |
| 2004       | 국토교통부(지도박물관)    |
| 2003       | 김포시청                  |
| 2014       | 김포아트홀중앙홀          |
| 2020       | 화순군청 대회의실         |
| 2000       | 여의도순복음교회 대성전   |

## 주요 개인전 및 특별전
- 2022. '평화를 그리다, 한한국‘(개인전/강남 테헤란로)
- 2019. 한한국 UN세계평화지도패션쇼(광화문광장)
- 2019. 한한국 세계평화작가와 함께하는 '한국명장 명인전'(국회의원회관)
- 2018. 세계평화지도패션쇼 with 춘향(더리버사이드호텔)
- 2016. 국회세계평화특별전(주최:국회/국회의원회관 3층)
- 2015. 광복70주년 한한국 2015.한반도평화통일특별전(주최:국회/국회의원회관 중앙홀)
- 2014. 김포아트홀 개관기념 초청 한한국평화통일특별전(주최:김포시)
- 2013. 문화체육관광부 567돌 한글문화큰잔치 특별전(주최:문화체육관광부 공모선정 광화문 광장)
- 2013. ‘정전60주년기념 ’한한국 한반도통일.세계평화특별전(주최:세계평화사랑연맹/63빌딩)
- 2013. 서울핵안보정상회의기념 '한한국세계평화특별전'(주최:국회/국회헌정기념관)
- 2011. 인도네시아팔렘방로드 'Sea Game 2011'특별전(인도네시아)
- 2011. G20국회의장회의특별전(주최:국회/국회의원회관 중앙홀)
- 2010. G20정상회의국회특별전(주최:국회/국회헌정기념관)
- 2009. 희망대한민국국회특별전(주최:국회/국회의원회관 중앙홀)
- 2009. 중화인민공화국 60주년 韓韓國중국평화특별전(북경한국문화원 단독)
- 2009. 평양 조선미술박물관 특별전시(최초)
- 2008. 뉴욕평화특별전(뉴욕한국문화원 공모선정/최장 단독)
- 2008. UN본부 세계평화지도 특별전시(세계최초/UN본부)
- 2002. 주한프랑스대사관 기증展
- 2005. 독도작품 발표(독도)
- 2002. 도라산작품발표展(도라산역)
- 2001. 한한국세계평화지도특별전(예가전시관)
- 1998. 여의도순복음교회 대성전 세계최대 ‘한글십자가’기증 작품展
- 1995. 공세리성당 세계최대 ‘한글십자가’발표展(카톨릭 100년사 서적기록)

## 저서
| 날짜       | 제목                                            | 출판사                |
| 2012.11.11 | 평화대통령 한한국 어떻게 세계를 움직였나!(공저) | 도서출판 행복에너지   |
| 2012.10.10 | 성공하려면 비워라 즐겨라 미쳐라(공저)           | 도서출판 행복에너지   |
| 2014.3.31  | 명강사 명강의(공저)                             | 도서출판 국민성공시대 |
| 2015.06.03 | 소통 (2015년 대한민국 명강사 33인) 공저         | 도서출판 국민성공시대 |
| 2015.12.08 | 행복한 삶 (2015년 대한민국 대표강사 22인) 공저  | 도서출판 국민성공시대 |
| 2017.12.12 | 대한민국을 빛낸 명사 16인 공저                  | 영진문화사            |